# Poesiealbum

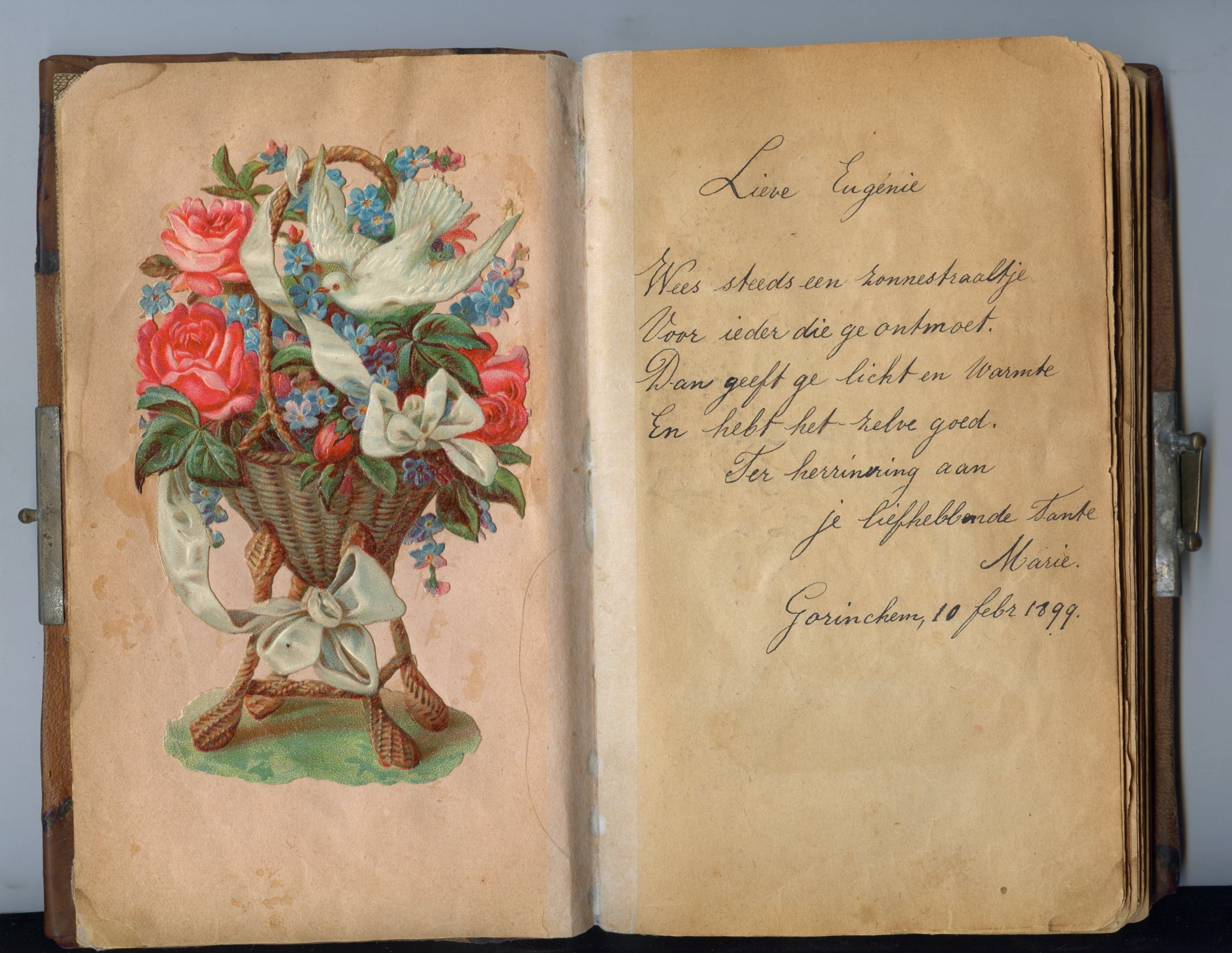
Een poesiealbum uit 1899

Een poesiealbum (of kortweg poesie) of poëziealbum is een album waarin kleine gedichten en versjes van vrienden worden verzameld. Het begrip poesiealbum is ontstaan doordat de eerste exemplaren geïmporteerd werden uit Duitsland. Deze boekjes droegen het opschrift Poesie (Duits voor poëzie), dat met de Nederlandse oe-klank (als in poes) werd uitgesproken. Het poesiealbum vindt zijn oorsprong in het album amicorum.

## Gebruik
Veel kinderen van vier tot twaalf jaar, met name meisjes, vragen aan familieleden, vrienden, of aan wie ze er dan ook voor in aanmerking vinden komen, of ze een stukje in hun poesiealbum willen schrijven. Daarvoor wordt het album zo nodig uitgeleend en meestal schrijven deze mensen een versje over uit een ander album of een bekend gedicht. Het gedicht wordt ondertekend met "ter herinnering aan je beste vriendin" of iets vergelijkbaars.
Het gedicht komt meestal op de rechterbladzijde en op de linkerpagina een "poesieplaatje". Ten slotte worden er allerlei versieringen aangebracht en letters verfraaid waarna het album wordt teruggegeven aan de eigenaar of eigenares.
Een bekend gedichtje is:
Ik lag in mijn tuintje en sliep,
Toen was er een engel die riep:
"<naam schrijver>, je moet ontwaken,
Om een versje voor <naam ontvanger> te maken."